# Типология форм древнегреческих сосудов
Типология форм древнегреческих сосудов представляет большое разнообразие. Форма древнегреческих сосудов соответствовала прикладному назначению и менялась почти до бесконечности, в зависимости от места и времени производства и личного вкуса производителя. Тем не менее некоторые формы были особенно распространёнными и любимыми и составляли особые разряды, имевшие каждый своё особое наименование. Античные писатели сохранили номенклатуру греческих сосудов, однако показания этих авторов столь неопределённые и путаные, что, основываясь на них и проверяя их по сохранившимся экземплярам, нельзя было прояснить многие детали. Несмотря на все это, благодаря трудам Панофки и работам других исследователей (Летрона, Узинга, Ленорман и Витте, Лау, Джон Бизли, Хамфри Пейн), названия большинства форм определены окончательно.

## Основные формы
| Форма                                  | Назначение                                                     | Примечания                                            | Пример |
| -------------------------------------- | -------------------------------------------------------------- | ----------------------------------------------------- | ------ |
| Алабастрон                             | Для масла и благовоний                                         | Использовался женщинами, мужчины использовали арибалл |        |
| Амис                                   | урна                                                           |                                                       |        |
| Амфора (Αμφορεύς)                      | Тара для транспортировки и хранения продуктов                  | Расписные сосуды — награда в соревнованиях            |        |
| Амфориск                               | Для благовоний                                                 | Миниатюрная амфора                                    |        |
| Арибалл (Αρύβαλλος)                    | Для масла, используемого в гимнастике                          | Носился в мешочке на поясе                            |        |
| Аскос (Ασκός)                          | Для хранения масла и благовоний, для заливки масла в лампы     |                                                       |        |
| Бальзамарион                           | Для благовоний                                                 |                                                       |        |
| Батанион                               | Для хранения продуктов                                         |                                                       |        |
| Гидрия                                 | Сосуд для воды                                                 |                                                       |        |
| Гуттус                                 | Для благовоний и культовых обрядов                             |                                                       |        |
| Динос                                  | Для питья                                                      | Разновидность кратера                                 |        |
| Кадос (Κάδος)                          | Транспортировка продуктов                                      |                                                       |        |
| Каккаба                                | Для хранения продуктов                                         | упоминается в письменных источниках                   |        |
| Калаф (Κάλαθος)                        | Для погребальных и культовых обрядов                           |                                                       |        |
| Канфар (Κάνθαρος)                      | Для питья                                                      |                                                       |        |
| Кернос (Κέρνος)                        | Для погребальных и культовых обрядов                           |                                                       |        |
| Киаф                                   | Черпак для вина и воды                                         |                                                       |        |
| Килик                                  | Для питья                                                      | Другое название — каликс.                             |        |
| Китра                                  | Для хранения продуктов                                         |                                                       |        |
| Котила                                 | Для питья                                                      | Похож на скифос                                       |        |
| Кофон (Κώθων), правильнее, эксалейпрон | Для благовонного масла                                         | Сделан по принципу чернильницы-непроливайки           |        |
| Кратер (Κρατήρ)                        | Для смешивания вина и воды                                     |                                                       |        |
| Лагинос (Λάγυνος)                      | Для благовоний                                                 |                                                       |        |
| Лебес (Λέβης)                          | Кухонный, хозяйственный и обрядовый сосуд                      |                                                       |        |
| Лебес Гамикос (Λέβης γαμικός)          | Для свадебных обрядов                                          |                                                       |        |
| Лекана (Λεκάνη)                        | Назначение неизвестно, возможно, что и у пиксиды               | Миска на ножке                                        |        |
| Леканида                               | Назначение неизвестно, возможно, что и у пиксиды               | Маленькая лекана с крышкой                            |        |
| Лекиф (Λήκυθος)                        | Для хранения ароматического масла                              |                                                       |        |
| Лопас                                  | Столовый сосуд                                                 |                                                       |        |
| Лутерион                               | Столовый сосуд                                                 |                                                       |        |
| Лутрофор (Λουτροφόρος)                 | Для погребальных и культовых обрядов                           |                                                       |        |
| Лидион (Λύδιον)                        | Для благовоний                                                 |                                                       |        |
| Лампа                                  | Для освещения                                                  |                                                       |        |
| Мастос                                 | Для питья вина                                                 |                                                       |        |
| Несторида (Νεστορίς)                   | Для хранения продуктов                                         | Известна в Южной Италии как тройзелла                 |        |
| Ойнохоя (Οινοχόη)                      | Для разлива вина и воды                                        |                                                       |        |
| Ольпа                                  | Для разлива вина и воды                                        |                                                       |        |
| Патера                                 | Для культовых обрядов                                          |                                                       |        |
| Пелика (Πελίκη)                        | Для хранения продуктов                                         |                                                       |        |
| Перрирантерион                         | Открытая чаша на ножке                                         | Часто изготовлялась из камня                          |        |
| Пиксида (Πυξίς)                        | Туалетный сосуд для хранения косметики, драгоценностей и т. п. |                                                       |        |
| Пинака                                 | Вотивный предмет                                               | Другое название — пинакион (Πινάκιον)                 |        |
| Пифос (Πίθος)                          | Для хранения продуктов                                         | Глиняная бочка                                        |        |
| Псиктер (Ψυκτήρ)                       | Для вина и воды                                                |                                                       |        |
| Рыбное блюдо                           | Для подачи на стол рыбы                                        | В центре имеется ёмкость для соуса                    |        |
| Ритон                                  | Для питья                                                      |                                                       |        |
| Ситула                                 |                                                                | Ведро                                                 |        |
| Скифос (Σκύφος)                        | Для питья                                                      |                                                       |        |
| Стамнос (Στάμνος)                      | Для хранения продуктов                                         |                                                       |        |
| Ступка                                 | Размельчение пряностей и т. д.                                 |                                                       |        |
| Тарелка                                | Столовая посуда                                                |                                                       |        |
| Тимиатерион                            | Для курения благовоний                                         | Бытовое украшение                                     |        |
| Треножник                              | Подставка для сосудов и т. п.                                  | Также любой сосуд на трёх ножках                      |        |
| Фиала (Φιάλη)                          | Для питья                                                      | Другое название — омфальная чаша                      |        |
| Формискос (Φορμίσκος)                  | Для культовых обрядов                                          | Погремушка                                            |        |
| Экселиптра                             | Для благовоний                                                 | Другое название — племохойя или клотон                |        |
| Эпинетрон                              | Наколенник                                                     | Применялся при ткачестве                              |        |
| Эпихизис (Επίχυσις)                    | Для благовоний                                                 |                                                       |        |